# Сулистровские
Сулистровские (пол. Sulistrowscy, в ед. ч. — Sulistrowski, бел. Сулістроўскія) — литовский шляхетский род герба «Любич» и русский дворянский род.
Происходит из Великого княжества Литовского, Ошмянский повет. Происходит от жившего в начале XVI века от Станислава Любича Сулистровского. 
Род Сулистровских внесен в VI часть родословных книг Виленской и Витебской губерний.
Так же известен род Сулистровских герба «Равич».
Хорунжий ошмянский Христофор Сулистровский, был генеральным маршалком литовской Тарногродской конфедерации (1716—1717). Алоизий Сулистровский (ок. 1739—1795) был писарем великим литовским. Статский советник Казимир Алоизович Сулистровский был российским минским гражданским губернатор в 1815—1818 годах; был членом масонской ложи «Северный факел».

## Имения Сулистровских
В Вильне (Вильнюсе) Сулистровские имели свой дворец.
В начале XIX века Сулистровские в Мозырском уезде владели имением Мелешковичи. В 1845 году его владелицей была супруга (или вдова)  коллежского асессора Антонина Сулистровская-Снедецкая. В её имении работали мельницы, заготавливалась на продажу древесина, был организован сплав леса; кроме того, крестьяне, помимо земледелия, занимались пчеловодством и рыболовством. В середине XIX века Мелешковичи перешли графине Е. Л. Игнатьевой.
Различные представители рода Сулистровских в XIX веке владели и многими другими имениями: Шеметово (Свенцянского уезда, Жаховичами, Лешней Лесной, Скрыгаловым и Слободкой, Моисеевкой, Романовкой и так далее. 
Так же владели с конца XIX века имением Комарово (ныне — Мядельский район, Минская область), часть построек которого сохранились до сих пор.
Сегодня Комарово считается памятником усадебно-парковой архитектуры 2-й половины XIX века. Комплекс усадьбы включает в себя территорию парка, въездную аллею, хозяйственный двор (кузницу, амбар и винокурню), а также пруд.

## Поколенная роспись Сулистровких

### Колено I
1/— Станислав Любич Сулистровский — начало XVI века

### Колено II
2/1 Анджей Сулистровский, сын Станислава (уп.1577-91гг., вотчина Цешилово, Ольшин и Дашки в ОП) — шляхтич герба «Любич».

### Колено III
3/2 Рафал, сын Анджея (около 1590 г. купил у Дыбовских Вишнево, уп.1598 г., жена — Аполония Бржостовская герба Стремя)

### Колено IV
4/3 Кароль, сын Рафала (вотчина Вишнево, первая жена — НН Осинская, вторая жена — Гелена Корсак). Дал начало вишневской, шеметовской и полочанской линиям Сулистровских.

### Колено V
5/4 Михал, сын Кароля (ротмистр, в 1713-34гг. ошм. войский; т/т от 30.10.1730 г., ум.1734 г.; жена — Анна Стаховская, ум.1740 г. ?)
6/4 Криштоф сын Кароля (вотчина Комаи и Вишнево, ошм. подстолий, с 1713 г. ошм. хорунжий, в 1716 г. маршалок литовской конфедерации, ум.1737 г.; первая жена — Тереза Данилевич, дочь ошм. подкомория, ум. 10.03.1723 г., вторая жена — Александра Бяллозор, третья жена — вдова по Александру-Казимежу Булгарину, Ремигиану-Станиславу Полубинскому и слонимскому войскому Габриэлю Морозу Анна-Катаржина Глембоцкая, уп.1740 г.)

### Колено VI
7/5 Кароль, сын Михала (р.1715 г., староста бутвиловский, с 1738 г. ошм. войский; купил у Пршездецких Шеметовщизну (в 1890-гг. в составе Свенцянского повета); ум.1749 г. первая жена — старостянка линовская Тереза Яновна Деспот-Зенович; вторая жена — каштелянка полоцкая Розалия Пац, h. Gozdawa р.1716 г., брак 1737 г., уп.1774 г., родители жены — Криштоф-Константин П. и Барбара Огинская)
8/5 Антони-Юзеф, сын Михала (р.1702 г., Полочаны-Яхимовщизна, Лужаны, староста курклевский, полковник, с 1741 г. ошм. маршалок, ум.1752 г., первая жена — минская каштелянка Тереза Антоновна Юдыцкая, брак 1725 г., ум. б/п; вторая жена — вдова по лидскому маршалку Казимежу Сципио дель Кампо речицкая маршалковна Зофия Юдыцкая)
9/6 Михал, сын Криштофа (вотчина Вишнево, с 1744 г. ошм. стольник, староста лоздзейский, ум.1761 г.; жена — дочь поюрского цивуна Иоанна Ивановна Билевич, ум. около 1790 г.)
10/6 Барбара, дочь Криштофа (р.1710 г., ум.1780 г. в Богданове, муж — ошм. земский писарь Томаш-Михал Чехович-Ляховицкий р.1700 г., ум.1759 г., родители мужа — Петр-Францишек Ч. и Теодора Гедржинская)

### Колено VII
11/7 Иоахим, сын Кароля (р. около 1730 г.)
12/7 Барбара, дочь Кароля (р. около 1730 г.); /6 Иоанна (р. около 1730 г.); /6 Антонина (р. около 1730 г.)
13/7 Алоиз, сын Кароля (р.1739 г., Шеметовщина, писарь ВКЛ, участник восстания Костюшко 1794 г., скрылся во Флоренции, ум.1796 г., жена — Антонина Оскерко р.1740 г.). Породнившись с князем Радзивиллом, получил в приданое Слободку Скрыгаловскую. А в XIX в. Слободка перейдет к помещикам Снедецким, с которыми Сулистровские тоже породнятся.
14/7Каролина, дочь Кароля (р. около 1740 г.)
15/8 Юзеф, сын Антония (ф-ки Полочаны, Лужаны, с 1765 г. ошм. войский, ум.1792 г. в Минске; первая жена — любельская чашниковна Гелена-Мария Понятовская, ум.1778 г., вторая жена — Марианна Козловская)
16/8 Тереза, дочь Антония — (муж — НН Келпш)
17/8 Фелициан, сын Антония (иезуит)
18/9 Тадеуш, сын Михала (фольварки Комаи, Вишнево, Козинец, Жуковщина, Черняты, королевский шамбелян, в 1754-66г. ошм. подчаший; в 1774-75гг. ошм. стольник, пятигорский полковник, ум.1791 г. в Комаях, первая жена — ошм. хорунжанка Юзефа Гиляровна Хоминская, брак 24.02.1754 г., вторая жена — Бригитта Лопацинская)
19/9 Станислав, сын Михала

### Колено VIII
20/13 Казимеж, сын Алоиза (р. около 1780 г., Шеметовщина, в 1812-15гг. маршалок виленско-литовской губернии, с 1815 г. минский губернатор, ум.1816 г., первая ? жена — Бригида Михаловская уп.1807-29гг., судьина граничная губернская повета ошм., маентак Куржени; вторая жена — Каролина Абрамович h. Jastrzębiec (odm.). В Мозырском повете принадлежало местечко Каролин (Ельск). Однако в имении своём он сам не жил, будучи занят по службе и участвуя в общественной деятельности. Вместе с православным архиепископом минским Анатолием он был вице-президентом минского отделения так называемого Библейского общества, открытого в 1817 г. Целью организации был перевод Библии на национальные языки и распространение Священного Писания среди народа. В начале XIX в. наследники Казимира откроют в мозырском имении поташный и железоделательный заводы, продукция которых далеко не вывозилась. Поташ сбывали в Минской губернии, а железо сошников продавали на месте, благо, были желающие среди своих же крестьян. Хозяйственные же дела владельцы вели не лично, а через управляющего.
21/15 Тадеуш, сын Юзефа от Понятовской (р.1775 г., вотчина Яхимовщизна-Полочаны, ошм. граничный судья, ум.1810 г., жена — Схолястыка Ходзько, взявшая развод с коморником ОП Бонавентурой Левковичем)
22/15 Кляра, дочь Юзефа
23/15 Антони, сын Юзефа от Козловской (уп.1810 г., депутат выводовый повета Рогачевского, ум. б/п)
24/15 Циприан, сын Юзефа (ум. холостяком)
25/15 Юзефа, дочь Юзефа
26/15 Тереза, дочь Юзефа
27/18 Юзеф, сын Тадеуша (вотчина Вишнево, Комаи, шамбелян царя Александра I, ум. 1815 г., жена — Каролина Пржеуская)

### Колено IX
28/20 Антонина, дочь Казимежа (р.1800/10г., ум.1853/54г., муж — Юзеф-Константин Снядецкий герба Лелива р.1799 г., ум.1858/59г., родители мужа — Анджей С. и Констанция Микуловская)
29/20 Александр, сын Казимежа (вотчина Шеметовщина, долгое время болел, ум.1872 г.). Последний мужской представитель шеметовской линии Сулистровских
30/20 Констанция, дочь Казимежа (внесла Шеметовщину в дом мужа; муж — Александр Скирмунт, брак 1823 г.)
31/21 Юзеф, сын Тадеуша (р.1798 г., Полочаны, маршалок Ошмянского повета, ум.1849 г., жена — вдова по Роговскому Эльжбета Сорокиновна (Sorokinówna), брак 1829 г.)
32/21Гелена, дочь Тадеуша
33/27 Эдмунд, сын Юзефа (вотчина Комаи, Вишнево, ум.1871 г., жена — Антонина Карницкая). Последний мужской представитель вишневской линии Сулистровских
34/27 Целина, дочь Юзефа (муж — князь Константин Радзивилл, брак 1829 г.)

### Колено X
35/31 Константин-Оттон, сын Юзефа (р.1829 г., по отцу получил Кушляны, жена — дочь игуменского подкомория Констанция Михайловна Прушинская р.1831 г., брак около 1850 г., ум. 17.10.1906 г., пох. в Кушлянах)
36/31 Юзеф-Александр, сын Юзефа (р. 1834 г., взял по отцу Полочаны-Яхимовщизна. Участник восстания 1863 г., сослан вглубь России, б/п. Жена — Ванда Грушецкая (р. ок. 1840, дочь Игнатия и Нимфы Сокольской)
37/31 Александра, дочь Юзефа (уп.1877 г., Яхимовщизна, муж — Ян Любаньский, маршалок ОП, Любань, Вилейского повета, ум. 3.08.1884 г.). От брака сын Евфстафий (1959—1917?, владелец Лошицы, Минского повета) и Александр Янович Любанский (уп.1900 г., Яхимовщизна (Любань), по жене получил имение Воронча в Гродненской губернии, жена — Изабелла Мержеевская).
38/33 Целина, дочь Эдмунда (наследовала Комаи, муж — Игнат Чехович-Ляховицкий, брак 1858 г.)
39/33 Ирена, дочь Эдмунда (наследовала Вишнево, муж — доктор философии Ян Карлович, брак 1864 г.)
40/33 Аделя, дочь Эдмунда (наследовала Ядвисин, муж — Казимеж Снядецкий, брак 1874 г.)
41/33 Ванда, дочь Эдмунда (наследовала Каролинов, муж — Альфред Роемер, брак 1874 г.)

### Колено XI
42/35 Марианна-Александра-Юзефа-Аделя, дочь Константина (р. около 1865 г., имение Кушляны, муж — дворянин Максимилиан-Казимеж Шафнагель, брак около 1890 г.)